# Nina Weibull
Nina Maria Weibull, född 18 februari 1947 i Malmö, är en svensk konstvetare och författare. 

## Biografi
Nina Weibull är dotter till konsul Gunnar Weibull och Agneta Bernström. Hon blev filosofie kandidat vid Stockholms universitet 1973 och filosofie doktor där 2006. Hon var anställd på Nationalmuseums måleriavdelning 1975 och 1977, på konstvetenskapliga institutionen vid Stockholms universitet 1978, konstkritiker i Expressen 1979–1985 och intendent med ansvar för Stockholms universitets konstsamlingar från 1985 till 2014. Ansvarig föreläsare för grundkursen i konstvetenskap vid Senioruniversitetet i Stockholm 2015 till 2021. Medlem av redaktionen för Divan tidskrift för psykoanalys och kultur sedan 1990, uppdragsförordnad vid Statens kulturråd 1995 till 2000, samt har varit verksam som utställningsarrangör. 1961 namne till floribundaros förädlad av Poulsen.